# Allysa Seely
Allysa Seely née le 1er avril 1989 à Phoenix est une triathlète handisport américaine, double championne du monde de paratriathlon TP2 (2016, 2017) et double championne paralympique aux jeux de Rio en 2016 et aux jeux de Tokyo en 2021.

## Palmarès triathlon
Le tableau présente les résultats les plus significatifs (podium) obtenus sur le circuit international de paratriathlon depuis 2012,. 
| Année | Paratriathlon                               | Pays             | Position           | Temps           |
| ----- | ------------------------------------------- | ---------------- | ------------------ | --------------- |
| 2021  | Jeux paralympiques de Tokyo PTS2            | Japon            | Médaille d'or      | 1 h 14 min 3 s  |
| 2017  | Championnats du monde de paratriathlon PTS2 | Pays-Bas         | Médaille d'argent  | 1 h 24 min 50 s |
| 2017  | ITU Series TPS2 - Étape de Yokohama         | Japon            | Médaille d'or      | 1 h 21 min 1 s  |
| 2017  | ITU Series TPS2 - Étape de Gold Coast       | États-Unis       | Médaille d'or      | 1 h 26 min 35 s |
| 2016  | Jeux paralympiques de Rio PT2               | Brésil           | Médaille d'or      | 1 h 22 min 55 s |
| 2016  | Championnats du monde de paratriathlon PT2  | Pays-Bas         | Médaille d'or      | 1 h 23 min 46 s |
| 2016  | ITU Series PT2 - Étape de Yokohama          | Japon            | Médaille d'or      | 1 h 23 min 49 s |
| 2015  | ITU Series PT2 - Étape d'Edmonton           | Canada           | Médaille d'or      | 1 h 30 min 33 s |
| 2015  | Championnats du monde de paratriathlon PT2  | États-Unis       | Médaille d'or      | 1 h 25 min 3 s  |
| 2014  | ITU Series PT3 - Étape de Chicago           | États-Unis       | Médaille d'or      | 1 h 30 min 38 s |
| 2014  | ITU Series PT3 - Étape de Magog             | Canada           | Médaille d'or      | 1 h 29 min 41 s |
| 2012  | Championnats du monde de paratriathlon TR5  | Nouvelle-Zélande | Médaille de bronze | 1 h 17 min 43 s |

## Palmarès athlétisme
- Jeux paralympiques d'été de 2016 à Rio de Janeiro,  Brésil
  - 6e du 200 mètres T36 en 32 min 40 s